# Hypenetes
Hypenetes is een vliegengeslacht uit de familie van de roofvliegen (Asilidae).

## Soorten
- H. aegialodes Londt, 1985
- H. argothrix Londt, 1985
- H. cryodes Londt, 1985
- H. dicranus Londt, 1985
- H. dorattina Londt, 1985
- H. galactodes Oldroyd, 1974
- H. greatheadi Oldroyd, 1974
- H. grisescens Engel, 1929
- H. hessei Londt, 1985
- H. irwini Oldroyd, 1974
- H. loewi Londt, 1985
- H. macrocerus Londt, 1985
- H. miles Oldroyd, 1974
- H. morosus Oldroyd, 1974
- H. oldroydi Londt, 1985
- H. pylochrysites Londt, 1985
- H. rexi Londt, 1985
- H. rotundus Oldroyd, 1974
- H. stigmatias Loew, 1858
- H. stuckenbergi Londt, 1985
- H. sturmias Oldroyd, 1974
- H. turneri Londt, 1985